# Riccardo Taddei
Riccardo Taddei (né le 5 septembre 1980 à Vecchiano, dans la province de Pise, en Toscane) est un footballeur italien. Il occupe le poste d'attaquant.

## Biographie
Riccardo Taddei commence sa carrière à l'US Pontedera dans la province de Pise. En 1999, il signe à la Fiorentina. Il joue quelques matches en Serie A, le premier ayant lieu le 6 novembre 1999 contre Cagliari, et remporte ses premiers trophées : la coupe nationale et la supercoupe en 2001. Mais il n'est que le remplaçant de joueurs comme Nuno Gomes, Enrico Chiesa, Gabriel Batistuta ou Leandro Amaral. Libéré par son club, il rejoint le Genoa en 2002, club de Serie B. Mais là aussi, il ne joue presque pas. Il descend donc de deux divisions, en signant à l'US Cremonese. Il y gagne le championnat, puis une nouvelle fois la promotion la saison suivante. Mais lors de la saison 2005-2006, il ne joue pas un match. Après la relégation de Cremonese, il dispute seulement sept matches pour l'équipe en Serie C1. 
Le 2 août 2007, il rejoint Brescia en Serie B.

## Palmarès
AC Fiorentina
- Vainqueur de la Coupe d'Italie en 2001.
- Finaliste de la Supercoupe d'Italie en 2001.

 US Cremonese
- Champion de Serie C1 en 2005.